# سیارک ۵۳۲۸۵
سیارک ۵۳۲۸۵ (به انگلیسی: 53285 Mojmir، نامگذاری:1999FM53) پنجاه و سه هزار و دویست و هشتاد و پنجمین سیارک کشف شده‌است که در ۲۴ مارس ۱۹۹۹ کشف شد.